# كلاغ

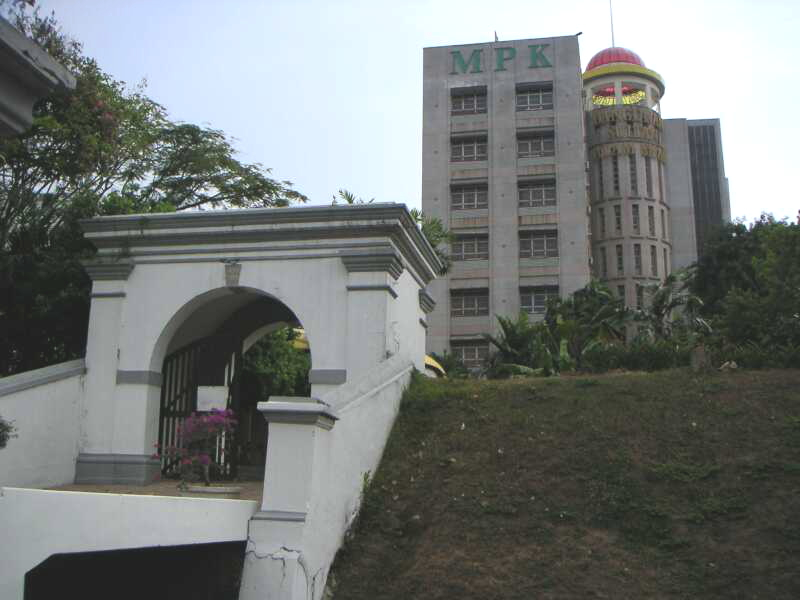
المجلس البلدي في كلاغ

كلاغ أبجدية جاوية: كلاڠ أو كلانغ (بالإنجليزية: Klang)‏ أو كيلانغ (بالإنجليزية: Kelang)‏، ورسميا بندريا كلانغ (بالملايوية: Bandaraya Klang)‏، هي المدينة الملكية والعاصمة السابقة لولاية سلاغور في ماليزيا. تقع داخل منطقة كلانغ في وادي كلانغ. وعلى بعد حوالي 32 كم إلى الغرب من كوالالمبور وعلى بعد 6 كم شرق ميناء كلاغ. وكانت عاصمة المدني في ولاية سلاغور في حقبة سابقة قبل ظهور كوالالمبور العاصمة الحالية، شاه عالم. ميناء كلاغ، والذي يقع في منطقة كلانغ، وهو الميناء 13 الأكثر ازدحاما لإعادة الشحن و ميناء الحاويات الـ 16 الأكثر ازدحاما في العالم.

## أعلام
- سامانثا كاتي جيمس
- لي إيفون
- عبد الهادي يحيى
- جوي سباستيان
- آدم نور أزلين